# Чемпионат Европы по софтболу среди женщин 1986
5-й чемпионат Европы по софтболу среди женщин 1986 проводился в городе Антверпен (Бельгия) с 3 по 7 сентября 1986 года с участием 5 команд.
В Бельгии и городе Антверпен женский чемпионат Европы проводился во 2-й раз.
Чемпионом Европы (впервые в своей истории) стала сборная Италии, победив в финале сборную Нидерландов. Третье место заняла сборная Бельгии.
Впервые в женском чемпионате Европы участвовала сборная Германии.

## Итоговая классификация
| Место | Команда    |
| ----- | ---------- |
| 1     | Италия     |
| 2     | Нидерланды |
| 3     | Бельгия    |
| 4     | Дания      |
| 5     | Германия   |